# Сойнастеська сільська рада
Со́йнастеська сільська рада (ест. Soinaste külanõukogu, рос. Сойнастеский сельский совет) — сільська рада в Естонській РСР, адміністративно-територіальна одиниця в складі повіту Тартумаа (1945—1950) та Тартуського району (1950—1954).

## Населені пункти
Сільській раді підпорядковувалися села: Сойнасте (Soinaste), Тирванді (Tõrvandi), Юленурме (Ülenurme), Ляті (Läti), Аакару (Aakaru), Лепіку (Lepiku), Угті (Uhti), Айандузе (Aianduse), Реола (Reola).

## Історія
13 вересня 1945 року на території волості Ропка в Тартуському повіті утворена Сойнастеська сільська рада з центром у селі Реола. Головою сільської ради обраний Аугуст Коорітс (August Koorits), секретарем — Айно Каск (Aino Kask).
26 вересня 1950 року, після скасування в Естонській РСР повітового та волосного поділу, сільська рада ввійшла до складу новоутвореного Тартуського сільського району.
17 червня 1954 року в процесі укрупнення сільських рад Естонської РСР Сойнастеська сільська рада ліквідована. Її територія склала північну частину Лемматсіської сільської ради.